# Cudná Barbora
Cudná Barbora (v německém originále Die keusche Barbara) je opereta ve třech dějstvích českého skladatele Oskara Nedbala, jejíž libreto napsali vídeňští libretisté Rudolf Bernauer (1880–1953) a Leopold Jacobson (1878–1942). Premiéru měla 14. září 1910 ve zpěvohře Vinohradského divadla.

## Vznik, charakteristika a historie

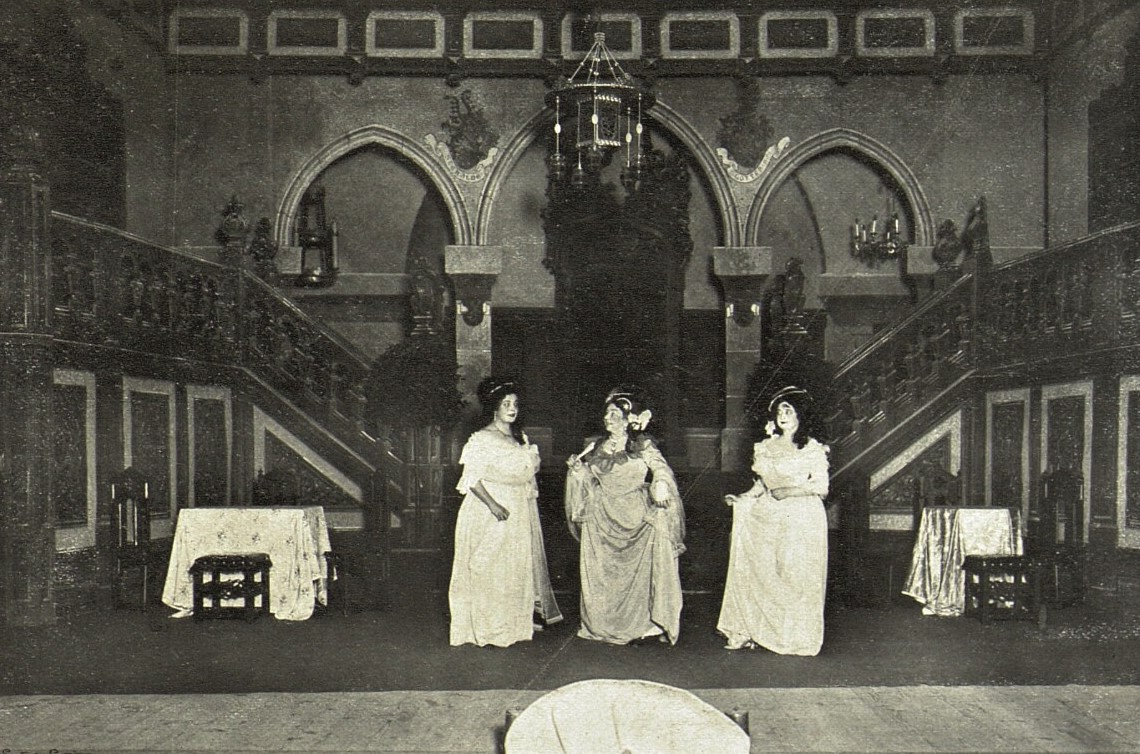
Oskar Nedbal: Cudná Barbora (Vinohradské divadlo, 1910)

Popud k napsání první operety dal Oskaru Nedbalovi jeho vídeňský nakladatel Herzmansky, kterému se natolik zalíbila hudba z Nedbalova baletu Pohádky o Honzovi, že jej žádal o taneční vložku do připravované operety s názvem Cudná Barbora. Nedbal byl ochoten, mimo jiné z finančních důvodů, protože produkce operet byla v tehdejší Vídni nejlukrativnější skladatelskou činností. Nakonec to dopadlo tak, že Nedbal napsal celou operetu.
Již hotový text méně významných libretistů Rudolfa Bernauera a Leopolda Jacobsona sledoval jednoduchou operetní šablonu, trpí rozvleklostí, vtipné situace jsou poněkud hrubé a obehrané, zpívané texty jsou většinou sólové kuplety s mnoha opakujícími se slokami. Vídeňská kritika je charakterizovala takto: „Vkus a celkově úsilí o udržení jisté úrovně vykazují autoři i tentokrát. Škoda však, že je jejich dramatická síla a humor často nechávají na holičkách.“ Nedbal se snažil vtisknout výslednému dílu vlastní hudební výraz. Oproti valčíkovému základu většiny vídeňských operet převažují v Cudné Barboře sudé rytmy. Harmonie a rytmika je s ohledem na lidovost poměrně jednoduchá, ale originální a barvitá instrumentace dokazuje, jak Nedbal – světově uznávaný dirigent – předčí ostatní operetní skladatele detailní znalosti orchestru.
Nedbal operetu zadal vídeňskému Raimundovu divadlu, ale příprava se protahovala, a skladatel proto kontaktoval nedávno (1907) otevřené Vinohradské divadlo, jehož ředitel František Adolf Šubert Nedbala již dříve vybízel ke spolupráci. Ten se Cudné Barbory ujal, a proto měla jako jediná z Nedbalových operet premiéru v Čechách. Překlad pro tuto příležitost pořídil Václav Juda Novotný, režii měl Václav Štech a účinkovali Božena Durasová jako Barbora, Richard Menšík jako lord Halifax, Anna Zelenková jako Kitty a Alois Charvát jako Johny. Se značnou reklamou vypravená premiéra (14. září 1910) měla dosti dobrý úspěch, navštívila ji řada divadelních ředitelů a nakladatelů i operetní skladatelé Leo Fall a Georg Jarno a inscenace dosáhla 32 repríz.
Cudná Barbora se po premiéře skromně rozšířila: hrálo ji Národní divadlo v Brně (premiéra 28. září 1911), Východočeská divadelní společnost, roku 1911 též ochotníci v Kroměříži, několik německých divadel (mj. městské divadlo v Karlových Varech) a 7. října 1911 měla konečně premiéru i v Raimundově divadle ve Vídni, pro které byla napsána. I vídeňská kritika byla Cudné Barboře příznivá, Neue Freie Presse psala: „Že přichází z vážného uměleckého směru, je v jeho prvé operetě patrné. Všude se snaží připomenout svou dobrou hudební výchovu a stále udržuje určitou noblesu… V jeho melodické vynalézavosti je stud z laciné popularity a strach ze šlágrovitosti“. Současně však dodávala: „Jeho valčíky, jeho polky nemají ten tah, který nyní láká a lapá davy. Ale to se dostaví – jak nás učí zkušenost – s časem a s úspěchy…..“ Cudná Barbora zde dosáhla 50 představení. Poté opereta v podstatě zapadla, dodnes se z ní hraje především předehra typu pot-pourri, v níž jsou jednotlivé hudební motivy operety umně symfonicky provázány do jednolitého celku. Nedbalovi připravila na vídeňské operetní scéně půdu a mimo jiné mu umožnila mít napříště více vlivu na výběr a tvarování libreta.
Klavírní výtah operety vyšel roku 1910 ve Vídni u Herzmanského a v Lipsku u L. Doblingera.

## Osoby
- Lord Halifax, člen Horní sněmovny, baryton
- Knox, hostinský „U cudné Barbory“, mluvená role
- Barbora, jeho dcera, soprán
- Pittifax, člen Dolní sněmovny, pachtýř lorda Halifaxe, starokomik
- Mabel, jeho žena, komická stará
- Kitty, jejich dcera, soprán (subreta)
- Jonny Burns, poručík u námořnictva, tenor buffo
- lord Rogers a lord Wilster, Halifaxovi přátelé, mluvené role
- členové anglické Horní a Dolní sněmovny, hosté, služebnictvo.[11]

## Děj operety

### 1. dějství
Hostinec „U cudné Barbory“ se těší znamenité oblibě díky krásné dceři hostinského, která se jmenuje (jak jinak) Barbora. Mezi hosty se tu a tam objevuje též lord Halifax, nadějný politik, který v parlamentu právě prosadil zákon na ochranu mravopočestnosti, podle něhož každý svobodný muž, který veřejně zkompromituje ženu slovem či skutkem, je povinen si ji vzít za manželku. Dnes je Halifax trochu nervózní: „U cudné Barbory“ má schůzku s nájemcem svých pozemků Pittifoxem, ale to je jen záminka. Lordovým hlavním cílem je získat od Pittifoxovy manželky zpátky dopisy, které jí psal v době, když byla jeho milenkou, a jejichž zveřejnění by nyní mohlo ohrozit jeho kariéru. V nestřeženém okamžiku má navštívit paní Pittifoxovou v jejím pokoji, avšak zmýlí si dveře a objeví za nimi spoře oděnou sličnou Barboru. Ta využije příležitosti a ihned vzbouří celý hostinec. Halifax je takto přistižen v choulostivé situaci s cudnou dívkou a podle nového zákona mu nezbývá, než se s ní oženit.

### 2. dějství
Čerstvá lady Halifaxová pořádá ve své nové rezidenci ples. Není zcela spokojena: její manžel sice dostál liteře zákona, ale jinak se k ní chová nadále tak, že její cudnost není nijak ohrožena. Barbora, aby vzbudila Halifaxovi žárlivost, začne okatě koketovat s poručíkem Jonnym, přestože ten miluje Pittifoxovu neteř Kitty. Její choť se nedá zahanbit a začne se dvořit Kitty. Dojde ke konfrontaci a rozhněvaná Barbora uteče.

### 3. dějství
Barbora je zpět v hostinci u svého otce, ale je příliš smutná na to, aby bavila bezstarostně hosty jako dříve. Lord Halifax si mezitím přiznal pravé city a přichází ji odprosit. Brzy spolu odcházejí s předsevzetím být si napříště manžely se vším všudy. K témuž cíli spějí i Jonny a Kitty.

## Nahrávky
Celková nahrávka Cudné Barbory dosud neexistuje. V archivu Československého rozhlasu existují nahrávky několika úryvků (dvou Barbořiných písní, jejího duetu s Halifaxem, předehry) z roku 1977, Barboru zpívá Jitka Slavíčková a Halifaxe Vratislav Kadlec, Operetní studiový orchestr řídí Miroslav Homolka. Vedle toho je zde uchovávána nahrávka předehry v podání Jana Fadrhonse a Dechové hudby Hradní stráže z roku 1952 a v podání Františka Babického a Orchestru Smetanova divadla v Praze z roku 1987.
Vydána byla pouze předehra k Cudné Barboře. Nahrávku z roku 1983 (Vladimír Válek a Dvořákův komorní orchestr) vydal Supraphon roku 1984 na LP Perličky české operety (1116 3315) a rovněž na CD ve spojení s úryvky z Vinobraní (1996, SU 3159-2 611). Předehru (s dalšími Nedbalovými skladbami) vydalo na CD i nakladatelství Classico, Karlovarský symfonický orchestr řídí Douglas Bostock.